# Askarehage naturreservat
Askarehage naturreservat är ett naturreservat i Sigtuna kommun i Stockholms län.
Området är naturskyddat sedan 2009 och är 98 hektar stort. Reservatet ligger i nordvästra delen av Garnsviken och omfattar våtmarker och odlingslandskap. Reservatet består av strandängar och hagmarker med grova ekar.